# بيثيداس
بلدية بيثيداس (بالإسبانية: Becedas) هي بلدية تقع في مقاطعة آبلة التابعة لمنطقة قشتالة وليون وسط إسبانيا.

## الديموغرافيا
يبلغ عدد سكان بلدية بيثيداس 270 نسمة عام 2011 (وفقاً للمعهد الوطني للإحصاء الإسباني).
| 459 | 424 | 391 | 345 | 314 | 300 | 270 |